# Canton de Petite-Île
Le canton de Petite-Île est un ancien canton de l'île de La Réunion, département d'outre-mer français de l'océan Indien. Il correspondait exactement à la commune de Petite-Île.

## Histoire
| Période | Période | Identité           | Étiquette   | Qualité |
| ------- | ------- | ------------------ | ----------- | --- |
| 1958    | 1964    | Joseph Lacaille    |             | Enseignant |
| 1964    | 1970    | Marcel Cerneau     | DVD         | Sénateur (1955-1958) Député (1957-1978) Président du conseil général (1966-1967)                                            |
| 1970    | 1988    | Armand Nativel     | RI puis RPR | Agriculteur Maire de Petite-Île (1959-1983)                                                                                 |
| 1988    | 2001    | Christophe Payet   | PS puis DVG | Professeur de sciences retraité Maire de Petite-Île (1983-2008) Député (2002-2007) Président du conseil général (1994-1998) |
| 2001    | 2008    | Jean-Fred Gonthier | DVG         | Adjoint au Maire de Petite-Île                                                                                              |
| 2008    | 2015    | Guito Ramoune      | PS          | Fonctionnaire de l'Éducation nationale Maire de Petite-Île (2008-2014)                                                      |